# Évergnicourt
Évergnicourt település Franciaországban, Aisne megyében. Lakosainak száma 526 fő (2022. január 1.). Évergnicourt Neufchâtel-sur-Aisne, Proviseux-et-Plesnoy, Avaux és Brienne-sur-Aisne községekkel határos.

## Népesség
A település népességének változása:
| Lakosok száma | 562  | 541  | 548  | 533  | 580  | 578  | 570  | 546  | 534  | 526  |
|               | 1968 | 1982 | 1990 | 2006 | 2013 | 2015 | 2017 | 2019 | 2020 | 2022 |